# Antígeno leucocitário humano

Cromossomo 6 humano

O sistema antígeno leucocitário humano, ou HLA (sigla em inglês: Human leukocyte antigen), codifica proteínas de superfície que reconhecem e apresentam antígenos próprios ou externos para o sistema imune adaptativo humano. Situa-se no locus 21 do braço curto (p) do Cromossoma 6. Os genes HLA são altamente polimórficos (diversificados em forma e com muitos alelos diferentes) permitindo a grande especificidade do sistema imune adaptativo.

## Tipos
HLAs correspondentes a MHC de classe Ia (A, B e C) apresentam peptídeos de antígenos encontrados dentro da célula, como vírus, bactérias e protozoários intracelulares. Existe outro grupo de moléculas estruturalmente homólogas as moléculas de MHC-Ia clássicas, estas por sua vez são agrupadas no MHC-Ib, dito não clássico, esses homólogos correspondem ao HLA-E, HLA-F e HLA-G, que possuem geralmente funções de imunorregulação. Já os HLAs correspondentes a MHC de classe II (DP, DM, DOA, DOB, DQ e DR) apresentam peptídeos encontrados fora da célula, como bactérias e fungos extracelulares, parasitas animais e alérgenos. Os HLA correspondentes aos codificadores do MHC de classe III (CS) são responsáveis pelo sistema complemento.

## Funções
Doenças infecciosas
Quando um corpo estranho entra no corpo, células imunes chamadas células apresentadoras de antígenos (CPAs) envolvem o patógeno através de um processo chamado fagocitose. As proteínas do patógeno são digeridas em pequenos pedaços (peptídeo)s e carregadas em antígenos como o MHC classe II, cuja produção depende dos genes HLA. Os antígenos são então exibidos pelas células apresentadoras de antígeno para os linfócitos T auxiliares com receptores CD4, e induzem uma variedade de efeitos para eliminar o patógeno do organismo.
Diversidade genética
O loci HLA constitui os genes mais polimórficos de todos os mamíferos, são conhecidos atualmente cerca de 22 548 alelos de HLA distribuídos na espécie humana, sendo 16 200 alelos do HLA de classe I e 6 162 de HLA classe II. Essa grande variedade de polimorfismos ainda não é bem entendida, umas das hipóteses é que uma maior diversidade de moléculas de MHC permitiria o reconhecimento dos mais diversos antígenos, quando uma proteína é processada em pequenos peptídeos nem todos os seus trechos possuem afinidade pelo MHC, apenas as regiões determinantes ou epítopos determinantes se ligam com maior avidez no bolsão da molécula, diferentes alelos de HLA reconhecem melhor diferentes peptídeos, isso garantiria que ao menos um dos alelos disponíveis na população conseguiria apresentar o peptídeo e resistir ao patógeno.
Sucesso de um transplante
Qualquer célula exibindo algum tipo de HLA que não parece próprio do indivíduo é percebido como um invasor pelo sistema imunológico do corpo, resultando na rejeição do transplante do tecido que possui essas células. Assim verificar a compatibilidade HLA é essencial para que um transplante de órgãos seja bem sucedido.
Autoimunidade
As mutações HLA aumentam o risco relativo, comparado com pessoas sem a mutação, no desenvolvimento de diversas doenças autoimunes como:
- Mutações no HLA-B27 aumentam em 13 vezes o risco de desenvolver espondilite anquilosante, artrite pós-gonocócica ou uveíte anterior aguda
- Mutações no HLA-DR3: aumentam em 14 vezes o risco de desenvolver hepatite auto-imune, em 10 vezes o risco de Síndrome de Sjögren, em 5 vezes o risco de Diabetes mellitus tipo 1 e em 3 vezes o risco de Lúpus eritematoso sistêmico.
- Mutações no HLA-DQ2 ou DQ8: 7 vezes mais risco de doença celíaca
- Mutações no HLA-DR2 ou DR3: 3 vezes mais risco de lúpus eritematoso sistêmico
- Mutações no HLA-DR4: 4 vezes mais risco de artrite reumatoide e 6 vezes mais risco de diabetes mellitus tipo 1
- Mutações no HLA-B47: 15 vezes mais risco de deficiência de 21-hidroxilase.

Odor pessoal
O sistema HLA também pode estar relacionado com a percepção do cheiro de outras pessoas e pode estar envolvido na seleção do parceiro entre os mamíferos, inclusive humanos.